# آپارتادو
آپارتادو (به اسپانیایی: Apartadó) یک سکونتگاه مسکونی در کلمبیا است که در بخش انتیوکیا واقع شده‌است.

## خصوصیات
آپارتادو ۶۰۷ کیلومترمربع مساحت و ۱۶۵٬۹۶۴ نفر جمعیت دارد و ۳۰ متر بالاتر از سطح دریا واقع شده‌است.